# Luca Carra
Luca Carra (Milano, 10 maggio 1960) è un giornalista e saggista italiano.

## Biografia
Ha esordito nel mondo del giornalismo nel 1986 collaborando con riviste di natura e geografia come Alisei, del Touring Club Italiano. Nel 1994 è diventato socio dell'Agenzia di giornalismo scientifico Zadig, collaborando con il Corriere della Sera, L'Espresso, il Fatto Quotidiano su temi di scienza, ambiente, bioetica e salute. Nel giugno 2000 ha firmato un appello relativo al caso di Eluana Englaro.
Dal 2000 al 2003 è stato direttore del periodico Epidemiologia & Prevenzione. Dal 2004 al 2009 è stato direttore della rivista Tempo Medico. Nel 2005 ha diretto la nuova edizione della Garzantina delle Scienze. 
Dal 2012 al 2018 ha fatto parte del Consiglio nazionale di Italia Nostra, dove si occupa prevalentemente di ambiente, energia e verde urbano, con la realizzazione e gestione del Boscoincittà di Milano. Dal 2018 è direttore del Bollettino di Italia Nostra.
Dal 2014 è direttore del giornale online Scienza in rete, rivista attiva nella divulgazione scientifica e nella politica della ricerca. 
Dal 2014 al 2016 è stato consulente per la comunicazione dell'Organizzazione mondiale della sanità, occupandosi di comunicazione del rischio. È Segretario del Gruppo 2003, associazione che si occupa di politica della ricerca. In qualità di membro del Gruppo 2003 ha ricevuto l'onorificenza di Commendatore al merito della Repubblica Italiana. 
È docente del Master di comunicazione della scienza "Franco Prattico" presso la Scuola Internazionale Superiore di Studi Avanzati di Trieste e del Master in comunicazione della scienza e dell'innovazione sostenibile (MACSIS) dell'Università degli Studi di Milano-Bicocca.

## Opere
- Onde sospette. Elettricità e salute, Editori Riuniti, Roma, 1994.
- Il conflitto alimentare. Pro e contro delle piante transgeniche, con Fabio Terragni, Garzanti Editore, 2001
- The sex appeal of scientific news, in M. Bauer, M. Bucchi, Journalism, Science and Society. Science Communication between News and Pubic relations, Routledge, London, 2007
- Curare secondo le prove: luci e ombre della evidenze based medicine, in D. Minerva, G. Sturloni Di cosa parliamo quando parliamo di medicina, Codice edizioni, 2007
- Polveri e veleni. Salute e ambiente in Italia, con Margherita Fronte, Edizioni Ambiente 2009
- Enigma Nucleare, con Margherita Fronte, ScienzaExpress, 2011
- La scienza a Milano, in Milano Mia. La città come non è mai stata raccontata, di Elda Cerchiari, Polaris Edizioni, 2014
- Prevenire. Manifesto per una tecnopolitica, con Paolo Vineis e Roberto Cingolani, 2020, Einaudi, ISBN 978 88 06 24339 5

### Curatele
- Scienze, Le Garzantine, Garzanti, 2005

### Traduzioni
- John Brockman, La terza cultura, Garzanti, 1995